# Antboy – Der Biss der Ameise
Antboy – Der Biss der Ameise (Originaltitel: Antboy) ist ein dänischer Jugendfilm von Ask Hasselbalch aus dem Jahre 2013. Er basiert auf der gleichnamigen Kinderbuchreihe von Kenneth Bøgh Andersen und ist der erste Teil der Filmreihe. Es folgten Antboy – Die Rache der Red Fury (2014) und Antboy – Superhelden hoch 3 (2016). Die Weltpremiere fand auf dem Toronto International Film Festival 2013 statt. In Deutschland startete der Film am 27. März 2014.

## Handlung
Der 12-jährige Pelle fühlt sich in der Schule unsichtbar, bis er eines Tages vor zwei Schlägern aus der Schule flüchtet und zufällig von einer genmanipulierten Ameise gebissen wird. Daraufhin passieren seltsame und unerklärliche Dinge. Schon bald wird der Comic- und Superheldenfreak Wilhelm auf ihn aufmerksam und bietet ihm Hilfe an. Schnell bildet sich eine enge Freundschaft zwischen den beiden Jungen. Pelle ist in seine Klassenkameradin Amanda verliebt, als diese jedoch entführt wird, fragte Amandas Zwillingsschwester Ida den inzwischen bekannten und beliebten Helden Antboy um Hilfe. Er findet zusammen mit ihr und Wilhelm heraus, dass Amanda von einem Flohmutanten, welcher sich an ihrem Vater rächen möchte, entführt wurde. Antboy aka Pelle hilft ihr bei der Flucht und kämpft später erfolgreich gegen ihren Entführer. Amanda verliebt sich in Antboy, doch dieser weiß, dass sie in ihm nur einen Helden sieht. Am Ende des Films sind Pelle, Wilhelm und Ida gute Freunde und Ida hat inzwischen herausgefunden, dass Antboy und Pelle ein und dieselbe Person sind.

## Auszeichnungen
Bei der Verleihung des Dänischen Filmpreises wurde Antboy – Der Biss der Ameise als Bester Kinder- und Jugendfilm und als der Film mit den Besten Spezialeffekten ausgezeichnet. Außerdem lagen Nominierungen in den Kategorien Beste Kostüme, Bestes Ergebnis, Beste Maske und Beste Comedy vor.